# MKB Veszprém KC
MKB Veszprém KC je jedan od najuspješnijih mađarskih rukometnih klubova. Osnovan je 1977. godine, a do sada je bio 22 puta prvak Mađarske i 23 puta osvajač mađarskog kupa. Osim nacionalnih naslova, osvojili su i Kup pobjednika kupova 1992. i 2008. godine. Bili su i finalisti rukometne Lige prvaka 2002. i 2015. godine.
Ime kluba do sada se mijenjalo nekoliko puta (Fotex, Bramac i Építők) a sada nosi naziv po MKB-banci.

## Uspjesi
- Naslovi prvaka Mađarske: 1985., 1986., 1992., 1993., 1994., 1995., 1997., 1998., 1999., 2001., 2002., 2003., 2004., 2005., 2006., 2008., 2009., 2010., 2011., 2012., 2013., 2014.
- Osvajači mađarskog kupa: 1984., 1988., 1989., 1990., 1991., 1992., 1994., 1995., 1996., 1998., 1999., 2000., 2002., 2003., 2004., 2005., 2007., 2009., 2010., 2011., 2012., 2013., 2014.
- Osvajač Kupa pobjednika kupova: 1992., 2008
- Osvajač SEHA lige: 2015., 2016.

## Vanjske poveznice
- Službene stranice